# Fortegn (musik)
 Denne artikel omhandler nodesystemer i forbindelse med musik. For fortegn inden for matematikken, se Fortegn.
Inden for musikken er et fortegn et tegn, der fortæller at en tone skal hæves eller sænkes. Der er fem slags fortegn: ♭ (b), ♯ (kryds) og ♮ (opløsningstegn) samt de mindre brugte  (dobbelt kryds) og  (dobbelt b). Tegnet ♭ sænker tonen et halvt tonetrin, mens ♯ hæver tonen et halvt trin.  kan bruges, hvis en tone, der i forvejen er hævet med ♯, skal hæves yderligere af hensyn til den aktuelle akkord. På samme måde bruges  til at sænke en tone to trin.

## Løse og faste fortegn
Løse fortegn er fortegn, der kan placeres hvor som helst i nodesystemet. Et sådant fortegn gælder for den node, det er placeret ud for, og takten ud. Hvis fortegnet, ♯ eller ♭, skal gælde for mindre end en takt, skal det markeres med ♮. Opløsningstegnet placeres lige før den node, der skal have sin sædvanlige tonehøjde. For instrumenter, der er stemt i ligesvævende temperatur er der ingen forskel på for eksempel tonerne dis og es, men for violiner, der er stemt i ren stemning, er der forskel.
Faste fortegn placeres først på nodelinjen lige efter nøglen. Disse fortegn kan opløses på samme måde som de løse fortegn. Der er følgende helt faste sammenhæng mellem faste fortegn og toneart:
| Dur | Mol | Fortegn | Antal | Placering af fortegn |
| --- | --- | ------- | ----- | -------------------- |
| C   | a   | (♮)     | 0     | -                    |
| G   | e   | ♯       | 1     | f                    |
| D   | h   | ♯       | 2     | f, c                 |
| A   | fis | ♯       | 3     | f, c, g              |
| E   | cis | ♯       | 4     | f, c, g, d           |
| H   | gis | ♯       | 5     | f, c, g, d, a        |
| Fis | dis | ♯       | 6     | f, c, g d, a, e      |
| F   | d   | ♭       | 1     | h                    |
| B   | g   | ♭       | 2     | h, e                 |
| Es  | c   | ♭       | 3     | h, e, a              |
| As  | f   | ♭       | 4     | h, e, a, d           |
| Des | b   | ♭       | 5     | h, e, a, d, g        |
| Ges | es  | ♭       | 6     | h, e, a, d, g, c     |

Tabellen er konstrueret ud fra en kvintcirkel og et par huskeregler:
- C-dur har ingen fortegn.
- En toneart har normalt ikke mere end 6 fortegn, om end der dog også findes en del kompositioner med 7 faste fortegn.
- For hver kvint man går med uret på kvintcirklen, tilføjes et ♯ ud for tonen lige før grundtonen (ledetonen, fx fis i G-dur). Øvrige fortegn bibeholdes.
- For ♭-tonearterne skal man gå en kvint mod uret for at finde den aktuelle tonearts fortegn. Til venstre for F på kvintcirklen står B, og der skal netop være ♭ for h i F-dur. Tilsvarende findes de andre ♭-tonearter.
- Rækkefølgen af fortegn for ♯-tonearterne kan huskes med remsen "Far cykler gennem døren af et hus"
- Rækkefølgen af fortegn for ♭-tonearterne kan huskes med remsen "Her er alle de glade chokoladefrøer"

## Udtale
Toner med kryds for får tilføjet "is" til navnet, så c med ♯ for siges "sis" med et kort 'i'. Når der er ♭ for en tone, tilføjes "es" til navnet. Dette udtales også kort. (Dog udtales e med ♭ og a med ♭ henholdsvis "es" og "as".)
Ved dobbelt fortegn gentages stavelsen, så d med to ♭'er for bliver til "deses".

## Typografi
Ofte skrives b i stedet for ♭ og # i stedet for ♯. Dette skyldes, at det i mange systemer er svært eller umuligt at skrive tegnene ♭ og ♯. Men såvel som at ♭ og b ikke er det samme tegn, er ♯ og # ikke det samme tegn. ♯ kan kendes på, at det indeholder to lodrette og to skrå streger, mens # indeholder to vandrette og to skrå streger.